# 송여자항
송여자항은 전라남도 여수시 화정면 여자리에 있는 어항이다. 2007년 8월 8일 어촌정주어항으로 지정하여 관리하고 있다. 시설관리자는 여수시장이다.

## 어항 구역
- 수역: 북위 34°45′13″, 동경 127°30′56″의 지점에서 S15°W방향으로 190m점과 이 점에서 W방향으로 65m점과 이 점에서 N55°W방향으로 185m점과 이 점에서 N45°E방향으로 140m점과 이 점에서 N40°W방향으로 육지부를 연결하는 선을 따라 형성된 공유수면[1]

## 어항 시설
- 방파제 201m, 선착장 61m

## 기본 계획
- 방파제 201m, 선착장 61m, 호안 86m[1]

## 정비 계획
- 호안 86m[2]

## 주요 어종
- 전복